# リダンダント
「リダンダント」（Redundant）は、アメリカのロックバンド、グリーン・デイの楽曲。バンドの5枚目のアルバム『ニムロッド』に収録。アルバムからシングルカットされた。
作詞はビリー・ジョー・アームストロング、作曲はグリーン・デイ。

## 概要
ビリーの歪んだエレキギターやトレ・クールのドラム、マイク・ダーントのベースによりイントロがはじまり、全体的にもバンドサウンドのアレンジになっている。バンドのコンピレーション・アルバム『インターナショナル・スーパーヒッツ!』にも収録されている。
また、ミュージック・ビデオも製作され、『インターナショナル・スーパーヒッツ・ビデオ!』に収録されている。